# FC 장크트 파울리 II
FC 장크트 파울리 II는 독일 축구 클럽 FC 장크트 파울리  의 리저브팀 으로, 함부르크를 연고지로 두고 있다. 